# Wolfella ruehli
Wolfella ruehli är en insektsart som beskrevs av Schmidt 1924. Wolfella ruehli ingår i släktet Wolfella och familjen dvärgstritar. Inga underarter finns listade i Catalogue of Life.